# 둥근귀박쥐속
둥근귀박쥐속(Lophostoma)은 주걱박쥐과에 속하는 박쥐 속의 하나이다. 창코박쥐아과로 분류하며, 8종으로 이루어져 있다. 중앙아메리카와 남아메리카에서 발견된다.

## 하위 종
- 피그미둥근귀박쥐 (Lophostoma brasiliense)
- 캐리커둥근귀박쥐 (Lophostoma carrikeri)
- 데이비스둥근귀박쥐 (Lophostoma evotis)
- 칼코둥근귀박쥐 (Lophostoma kalkoae)
- 서부둥근귀박쥐 (Lophostoma occidentalis)
- 슐츠둥근귀박쥐 (Lophostoma schulzi)
- 흰목둥근귀박쥐 (Lophostoma silvicolum)
- 야수니둥근귀박쥐 (Lophostoma yasuni)